# Werner Kehl
Werner Gustav Richard Hermann Kehl (* 27. März 1887 in Bochum; † 4. Januar 1943) war ein deutscher Bankdirektor.

## Leben und Tätigkeit
Kehl war ein Sohn des Landrates Gustav Kehl (1854–1924) und seiner Ehefrau Emmy, geb. Brockhoff. Kehl studierte Rechtswissenschaften. 1914 wurde er mit einer Arbeit über die Verleihung und Entziehung von Orden und Ehrentiteln nach preußischem Staatsrecht in Greifswald promoviert.
Im Ersten Weltkrieg kam Kehl als Leutnant der Reserve bei der 4. Batterie des Feldartillerie-Regiments Nr. 7 zum Einsatz, wobei er mindestens einmal, 1915, schwer verwundet wurde.
Kehl trat 1919 in die Deutsche Bank ein. Seit. 1926 war er für den Wertpapierbereich der Bank verantwortlich. Bis 1928 war Kehl stellvertretendes Vorstandsmitglied der Bank. Seit 1928 gehörte er  dem Vorstand der Bank als ordentliches Mitglied an. 1932 musste er nach missglückten Finanztransaktionen sowie einer Veruntreuung durch den Direktor der Düsseldorfer Filiale, die regional zu seinem Zuständigkeitsbereich gehörte, vom Vorstand zurücktreten.
Zudem war er Mitglied des Aufsichtsrates des Essener Bergwerks-Vereins König Wilhelm, der Norddeutschen Hütte AG, der Kammgarnspinnerei Stöhr & Co. AG, der Henschel & Sohn AG, Mitglied des Grubenvorstandes der Gewerksch. Steinkohlenbergwerke Minister-Achenbach. Zudem war er ein Führendes Mitglied des Reichsverbandes der Deutschen Industrie.
Kehl starb bei einem Eisenbahnunglück.

## Familie
Kehl war seit Juni 1916 verheiratet mit Auguste Cohnitz (1887–1943). Mit dieser hatte er drei Kinder, darunter der jüngste Sohn Werner Kehl (1931–1974), der ebenfalls Bankfachmann wurde und am 23. November 1974 während einer Reise, die er als Sonderberater der Schweizer „Bank Cantrade AG“ (Zürich) unternahm, von palästinensischen Terroristen auf dem Flughafen von Tunis getötet wurde.

## Schriften
- Verleihung und Entziehung von Orden und Ehrentiteln nach preußischem Staatsrecht, J. Abel, Greifswald 1914. (Dissertation)